# 赫爾姆 (加利福尼亞州)
赫爾姆（英語：Helm）是位於美國加利福尼亞州弗雷斯諾縣的一個非建制地區。該地的面積和人口皆未知。

## 地理
赫爾姆的座標為36°31′54″N 120°05′54″W / 36.53167°N 120.09833°W，而該地的平均海拔高度為57米（即187英尺）。